# Diaptomus saltillinus
Diaptomus saltillinus är en kräftdjursart som beskrevs av Brewer. Diaptomus saltillinus ingår i släktet Diaptomus och familjen Diaptomidae. Inga underarter finns listade i Catalogue of Life.